# Pablo Anselmo Tettamanti
Pablo Anselmo Tettamanti es un diplomático argentino, que ejerce como secretario de Relaciones Exteriores de su país desde el 27 de diciembre de 2019, con retroactividad al 10 de diciembre de 2019. Previamente fue embajador en la Federación Rusa entre junio de 2014 y febrero de 2017, con concurrencias en Bielorrusia, Uzbekistán, Kazajistán, Kirguistán y Turkmenistán.

## Biografía
Es hijo de Leopoldo Tettamanti, diplomático que en 1976 fue nombrado por María Estela Martínez de Perón como Embajador ante la Unión Soviética, renunciando al cargo tras el golpe de Estado de dicho año y exiliándose.
Estudió abogacía y un doctorado en derecho público en la Universidad de Buenos Aires. Ingresó al Ministerio de Relaciones Exteriores y Culto por concurso. Se ha desempeñado en las embajadas de Argentina ante las Naciones Unidas, Estados Unidos y Reino Unido. Previó a su cargo en Rusia fue director de Organismos Internacionales de dicho Ministerio.
En marzo de 2014 fue nombrado Embajador en Rusia, presentando sus cartas credenciales ante Vladímir Putin el 27 de junio del mismo año. Al momento de su nombramiento, las relaciones entre Argentina y Rusia se caracterizaban por su gran acercamiento y cooperación.
En Uzbekistán fue oficializado como embajador en febrero de 2015.
El 14 de febrero de 2017, mediante un decreto, el presidente Mauricio Macri y la canciller Susana Malcorra desplazaron a Tettamanti de su cargo por «razones de servicio». Días antes se había conocido públicamente publicaciones de su esposa Elida de Bianchetti en redes sociales, donde compartía contenido kirchnerista y criticaba la gestión de Macri, generando malestar en la Cancillería.
Al regresar a la Argentina, fue nombrado como Director del Departamento de Seguridad Internacional, Asuntos Nucleares y Espaciales de la Cancillería. El 28 de julio de 2017 recibió, por parte de Rusia, la Orden de Amistad.
Al inicio del gobierno de Alberto Fernández en 2019, fue designado secretario de Relaciones Exteriores (en el Ministerio de Relaciones Exteriores, Comercio Internacional y Culto) el 27 de diciembre de 2019, con retroactividad al 10 del mismo mes y año.

## Obras
- Tettamanti, P. A. (1995). Uso de la fuerza en los conflictos internacionales: Un análisis al final del bipolarismo. Buenos Aires: Editorial Universidad.